# Les Diamants sont Éternels
Les Diamants sont Éternels è un cofanetto postumo della cantante italo-francese Dalida, pubblicato il 23 aprile 2012 da Universal Music France.
Contiene ventiquattro CD, per un totale di circa cinquecento tracce. È stato creato per ricordare Dalida e la sua carriera nei venticinque anni dalla  scomparsa. Nel medesimo giorno, vennero anche pubblicati la raccolta omaggio Depuis qu'elle est partie… e il box di DVD Live 3 Concerts Inédits.
Il cofanetto è stato pubblicato in edizione limitata e numerata, con soli 5.000 esemplari disponibili. Al suo interno, oltre alla quasi totalità dei brani del repertorio in lingua francese dell’artista, si trovano anche un libretto illustrato di sessanta pagine e un portfolio con venticinque fotografie di Dalida.
Nel ventesimo disco, denominato Inédits et raretés, sono presenti, oltre a molteplici canzoni rare o rimaste inedite su CD, cinque nuovi brani totalmente inediti. Anche nei due dischi "Live" sono contenute alcune rarità eseguite dal vivo ed un brano inedito.
Il 2 dicembre 2016 venne pubblicata una riedizione limitata del cofanetto Les Diamants sont Éternels, in formato "Artbook", per anticipare l’ormai imminente trentennale della morte dell'artista. Tra le differenze principali rispetto all’edizione originale troviamo: la nuova forma rettangolare e più ridotta del cofanetto, la colorazione nera dei CD (che, nella prima versione, erano di colore bianco), l’assenza del portfolio con le immagini e la riattualizzazione del libretto illustrato, in cui sono state aggiunte delle nuove informazioni riguardanti alcuni eventi in memoria di Dalida svoltisi fino a quel momento.

## CD 1 -Bambino
Tracce
1. Bambino
2. Fado
3. Aime-moi
4. Flamenco bleu
5. Le torrent
6. Madona
7. Guitare flamenco
8. Gitane
9. Mon cœur va
10. La violetera
11. Eh! Ben (Hey there)
12. Por favor
13. Miguel (prima versione)
14. Maman, la plus belle du monde
15. Ay! Mourir pour toi
16. Le petit chemin de Pierres
17. Le ranch de Maria
18. Quand on n'a que l'amour (versione originale)
19. Tu n'as pas très bon caractère
20. Tu peux tout faire de moi
21. Scusami
22. Tesoro mio

## CD 2 -Histoire d'un amour
Tracce
1. Gondolier
2. Histoire d'un amour
3. Calypso italiano
4. Pour garder
5. Lazzarelle
6. Buenas noches mi amor
7. Le jour où la pluie viendra (versione originale)
8. J'écoute chanter la brise
9. Pardon
10. Oh! là là
11. Les gitans
12. Aïe! Mon cœur
13. Inconnu mon amour
14. Adieu monsieur mon amour
15. Rendez-vous au Lavandou
16. Dans le bleu du ciel bleu (Volare)
17. Je pars
18. Timide sérénade
19. Marchand de fruits
20. Dieu seul
21. Les yeux de mon amour
22. La montagne
23. L'amour chante
24. Héléna
25. Maintenant
26. Mélodie perdue

## CD 3 -Come prima
Tracce
1. Ciao ciao, bambina
2. Come prima (Tu me donnes)
3. Ce serait dommage
4. Hava naguila (Dansons mon amour)
5. Si je pouvais revivre un jour ma vie
6. Tout l'amour
7. Du moment qu'on s'aime (Piccolissima serenata)
8. Guitare et tambourin
9. Tu m'étais destiné
10. Amstramgram
11. Des millions de larmes
12. La fille aux pieds nus
13. Love in Portofino
14. C'est ça l'amore
15. Adonis
16. Pilou pilou hé
17. Marina
18. Ne joue pas
19. Luna caprese
20. J'ai rêvé
21. La chanson d'Orphée
22. Elle, lui et l'autre
23. Mes frères
24. Je te tendrai les bras
25. Marie, Marie (La lettre)
26. Mélodie pour un amour
27. Mon amour oublié
28. Va, petite étoile
29. Comme au premier jour

## CD 4 -Les enfants du Pirée
Tracce
1. Les enfants du Pirée
2. T'aimer follement
3. Dans ls rues de Bahia
4. De Grenade à Séville
5. Le petit clair de lune
6. Romantica
7. Vieni vieni si
8. Le bonheur
9. S'endormir comme d'habitude
10. L'arlequin de Tolède
11. C'est un jour à Naples
12. Bras dessus, bras dessous
13. Ni chaud, ni froid
14. Petit papa Noël
15. Vive le vent
16. Noël blanc
17. Douce nuit, sainte nuit
18. Garde-moi la dernière danse
19. Dix mille bulles bleues
20. Parlez-moi d'amour
21. Je me sens vivre
22. Itsi bitsi petit bikini
23. Pépé
24. La joie d'aimer
25. Vingt quatre mille baisers
26. O sole mio (in italiano)
27. Les marrons chauds
28. Ciao, ciao, mon amour

## CD 5 -Que sont devenues les fleurs?
Tracce
1. Loin de moi
2. Plus loin que la Terre
3. Comme une symphonie
4. Avec une poignée de terre
5. Nuits d'Espagne
6. Cordoba
7. Tu ne sais pas
8. Reste encore avec moi
9. Tu peux le prendre
10. Protégez-moi, Seigneur
11. Quand tu dors près de moi
12. Que sont devenues les fleurs?
13. Je l'attends
14. Le petit Gonzales
15. Petit éléphant twist
16. Toutes les nuits
17. T'aimerai toujours
18. La leçon de twist
19. À ma chance
20. Je ne peux pas me passer de toi
21. Achète-moi un juke-box
22. Si tu me téléphones
23. Le ciel bleu
24. Toi tu me plais
25. Mi cariñito
26. Le jour le plus long

## CD 6 -Amore scusami
Tracce
1. Eux
2. Quand revient l'été
3. Que la vie était jolie
4. Ah! Quelle merveille
5. Sois heureux
6. Le jour du retour
7. Loop de loop
8. Chez moi
9. La partie de football
10. The cha cha cha
11. Tu croiras
12. Bientôt (seconda versione)
13. Ce coin de Terre
14. Ding ding
15. Là, il a dit
16. Papa, achèt'moi un mari
17. Amore scusami (versione in francese)
18. La valse des vacances
19. Allô... tu m'entends?
20. Je n'ai jamais pu t'oublier
21. Chaque instant de chaque jour
22. Je t'aime
23. À chacun sa chance
24. Ne lis pas cette lettre
25. Ils sont partis
26. Ne t'en fais pas pour ça
27. Je ne sais plus
28. Tant d'amour du printemps

## CD 7 -Il silenzio
Tracce
1. Il silenzio (Bonsoir mon amour)
2. Tu me voles
3. Son chapeau
4. La vie en rose (versione originale)
5. Toi, pardonne-moi
6. Flamenco (versione in francese)
7. Scandale dans la famille
8. Le soleil et la montagne
9. C'est irréparable
10. Un enfant
11. Je ne dirai ni oui, ni non
12. La danse de Zorba (versione originale)
13. Tout se termine
14. Les nuits sans toi
15. Tu n'as pas mérité
16. Viva la pappa (versione in francese)
17. Hene ma tov (in ebraico)
18. Le printemps sur la colline
19. La Sainte Totoche
20. El Cordobés (Manuel Benitez) (versione in francese)
21. Et... et...
22. Je crois mon cœur
23. Parlez-moi de lui
24. Je t'appelle encore
25. Modesty
26. Baisse un peu la radio

## CD 8 -Ciao amore, ciao
Tracce
1. Je préfère naturellement
2. Un tendre amour
3. Dans ma chambre
4. Mon cœur est fou
5. Ne reviens pas mon amour
6. À qui
7. Loin dans le temps (verisione francese di Lontano, lontano di Luigi Tenco)
8. J'ai décidé de vivre
9. Mama (versione in francese)
10. La chanson de Yohann
11. Petit homme
12. Je reviens te chercher
13. Entrez sans frapper
14. Les grilles de ma maison
15. Ciao amore, ciao (versione in francese)
16. Toi mon amour
17. La banda
18. Les gens sont fous
19. Pauvre cœur
20. Si j'avais des millions
21. Tout le monde sait
22. Tout le monde a sa chanson d'amour
23. La petite maison bleue

## CD 9 -Le temps des fleurs
Tracce
1. Le temps des fleurs
2. Quelques larmes de pluie (versione francese di Rain and tears degli Aphrodite's Child)
3. Manuella
4. Dans la ville endormie
5. Le septième jour
6. La bambola
7. Les anges noirs
8. Je m'endors dans tes bras
9. Tire l'aiguille
10. Le petit perroquet
11. Je me repose
12. Tzigane
13. Ma mère me disait
14. Deux colombes
15. Les violons de mon pays
16. L'anniversaire
17. Le vent n'a pas de mémoire
18. Nake di nake dou
19. Les couleurs de l'amour
20. L'an 2005
21. Ballade à temps perdu
22. Le sable de l'amour
23. Pars
24. Zoum zoum zoum

## CD 10 -Ils ont changé ma chanson
Tracce
1. Sèche vite tes larmes
2. Dis-moi des mots
3. Et pourtant j'ai froid
4. Le clan des siciliens
5. Concerto pour une voix
6. Avant de te connaître
7. Hey, love
8. Tipiti piti (inedito su CD)
9. Ils ont changé ma chanson
10. Si c'était à refaire (versione in francese de La prima cosa bella)
11. Mon frère le soleil
12. Les jardins de Marmara
13. Diable de temps
14. Darla dirladada (versione in francese)
15. Lady d'Arbanville (versione in francese)
16. Pour qui, pourquoi
17. Entre les lignes, entre les mots
18. Une jeunesse
19. Ram dam dam
20. La rose que j'aimais

## CD 11 -Parle plus bas
Tracce
1. Une vie
2. Chanter les voix
3. Non
4. Toutes les femmes du monde
5. Mamy blue (in italiano)
6. Jésus bambino
7. Avec le temps
8. Le fermier
9. Les choses de l'amour
10. Monsieur l'amour
11. Tout au plus
12. Comment faire pour oublier
13. Il faut du temps
14. Ma mélo mélodie
15. Parle plus bas (Le Parrain)
16. Jésus kitsch
17. Pour ne pas vivre seul
18. Et puis c'est toi
19. Que reste-t-il de nos amours?
20. L'amour qui venait du froid
21. Mamina

## CD 12 -Paroles, paroles
Tracce
1. Julien
2. Ô Seigneur Dieu
3. Je suis malade
4. Vado via
5. Paroles, paroles (in duo con Alain Delon)
6. Non, ce n'est pas pour moi
7. Il venait d'avoir 18 ans
8. Soleil d'un nouveau monde
9. Mais il y a l'accordéon
10. Le temps de mon père
11. Rien qu'un homme de plus
12. Manuel
13. Seule avec moi
14. Justine
15. Ta femme
16. Nous sommes tous morts à vingt ans
17. Anima mia
18. Ma vie je la chante
19. La consultation
20. Comme tu dois avoir froid
21. Des gens qu'on aimerait connaître
22. Mon petit bonhomme

## CD 13 -J'attendrai
Tracce
1. J'attendrai
2. L'amour à la une
3. C'est mieux comme ça (Le Parrain 2)
4. Et de l'amour... de l'amour (in duo con Richard Chanfray)
5. Ne lui dis pas
6. Raphaël
7. Mein lieber Herr (versione in francese)
8. Gigi l'amoroso (versione in francese)
9. La mer
10. La vie en rose (versione 1976)
11. Maman
12. Parle-moi d'amour, mon amour
13. Besame mucho
14. Les feuilles mortes
15. Le petit bonheur
16. Amor amor (Amour c'est tout dire)
17. Tico tico
18. Tu m'as déclaré l'amour

## CD 14 -Salma ya salama
Tracce
1. Femme est la nuit
2. Comme si tu revenais d'un long voyage
3. Il y a toujours une chanson
4. Les clefs de l'amour
5. Captain sky
6. Amoureuse de la vie
7. Tables séparées
8. Comme si tu étais là
9. Voyage sans bagages
10. Et tous ces regards
11. Salma ya salama (versione in francese)
12. Notre façon de vivre
13. Histoire d'aimer
14. Quand s'arrêtent les violons
15. Ti amo (Je t'aime)
16. Remember... c'était loin (in duo con Richard Chanfray)
17. À chaque fois j'y crois
18. Salma ya salama (versione in egiziano)

## CD 15 -Génération 78
Tracce
1. Génération 78 (medley - versione integrale)
2. Voilà pourquoi je chante (versione integrale)
3. Ça me fait rêver (medley - versione integrale)
4. Dédié à toi
5. Vedrai, vedrai (in italiano)
6. Le Lambeth Walk
7. Quand on n'a que l'amour (versione 1979)
8. Helwa ya Baladi (in egiziano)
9. Monday, Tuesday… Laissez-moi danser
10. Va va va
11. Problemorama
12. Depuis qu’il vient chez nous
13. Comme disait Mistinguett
14. Comme toi
15. Rio do Brasil

## CD 16 -Gigi in paradisco
Tracce
1. Gigi in paradisco (versione integrale)
2. Alabama song (in inglese)
3. Il faut danser reggae
4. Money, money (in inglese)
5. Je suis toutes les femmes
6. Une femme à quarante ans
7. Il pleut sur Bruxelles
8. L'amour et moi
9. Le slow de ma vie
10. Marjolaine
11. Fini la comédie
12. Et la vie continuera
13. La feria
14. J'm'appelle amnésie
15. Partir ou mourir
16. Chanteur des années 80
17. À ma manière

## CD 17 -Americana
Tracce
1. Americana
2. Si la France
3. Jouez bouzouki
4. Ensemble (Dalida et Yolanda)
5. Quand je n'aime plus je m'en vais
6. Comment l'oublier
7. Le jour où la pluie viendra (versione 1982)
8. Danza (in italiano)
9. Nostalgie
10. Pour vous
11. J'aurais voulu danser
12. Pour toi, Louis
13. Bye bye
14. La chanson du mundial
15. Confidences sur la fréquence
16. Pour un homme
17. Aba daba honey moon
18. Ton prénom dans mon cœur
19. Femme

## CD 18 -Mourir sur scène
Tracce
1. Les p'tits mots
2. Lucas
3. Téléphonez-moi
4. Marie Madeleine
5. Bravo
6. Mourir sur scène
7. Le restaurant italien
8. J'aime
9. S'aimer
10. Le premier amour du monde
11. Pour te dire je t'aime
12. Là où je t'aime
13. Une vie d'homme
14. Toutes ces heures loin de toi
15. Kalimba de Luna (versione in francese)
16. La pensione bianca
17. C'était mon ami
18. Pour en arriver là
19. Mon Italie
20. Soleil

## CD 19 -Le sixième jour
Tracce
1. L'innamorata
2. Reviens-moi
3. Parce que je ne t'aime plus
4. La danse de Zorba (versione 1986)
5. Le visage de l'amour
6. Le Vénitien de Levallois
7. Mama Caraïbo
8. Les hommes de ma vie
9. Salut salaud
10. Semplicemente così (in italiano)
11. Le temps d'aimer
12. Le sixième jour (colonna sonora del film omonimo)

## CD 20 -Inédits et raretés
Tracce
1. La mamma
2. Rendez-vous chaque soir
3. Ton âme
4. J'ai ta main dans ma main
5. Le jour du retour (inedito su CD, versione con l'accompagnamento di una voce maschile)
6. Un soir qu'on n'oublie pas
7. Lebnane (in libanese)
8. Aveva un cuore grande come te (in italiano)
9. Je t’aime ça veut dire aime-moi
10. Chansons inachevées (collage di tre brani incompiuti: Mesdames, messieurs…, Ma vie en 45 tours e Solitude)
11. Bientôt (prima versione - inedito su CD)
12. Pourquoi (inedito su CD)
13. Miguel (seconda versione - inedito su CD)
14. Le bonheur vient de me dire bonjour
15. À deux, nous deux (INEDITO)
16. Je vais partir (INEDITO)
17. Croquemitoufle
18. Quand tu n'es pas là (INEDITO, canzone incompiuta - con Gilbert Bécaud al pianoforte)
19. La morale de l'histoire (pubblicato postumo solo su DVD, inedito su CD)
20. Une fille pleurait (INEDITO, live all'Olympia 1961)
21. Sa grande passion
22. C'est facile avec toi (INEDITO, canzone incompiuta)

## CD 21 -Live 1, extraits de concerts

### Musicorama Olympia 1959 (Archivio Europe 1) - INEDITO
Tracce
1. Guitare et tambourin
2. Tu m'étais destiné
3. Ce serait dommage
4. Les gitans
5. Histoire d'un amour
6. Je pars
7. Hava naguila (Dansons mon amour)
8. Ciao ciao, bambina
9. Tout l'amour
10. Come prima (Tu me donnes)

### L'Alcazar de Marseille 1957
Tracce
1. Tu n'as pas très bon caractère
2. Madona
3. Le ranch de Maria
4. Aime-moi
5. Bambino

### Musicorama Théâtre de L'Étoile 1959 - INEDITO
Tracce
1. Présentation
2. Marie Marie (La lettre)
3. Moi je préfère Mozart (INEDITO)

### Musicorama Olympia 1964 - INEDITO
Tracce
1. La Sainte Totoche

### Musicorama Olympia 1967 - INEDITO
Tracce
1. Présentation
2. Les grilles de ma maison
3. Entrez sans frapper
4. Je reviens te chercher
5. Ciao amore, ciao
6. Présentation de fin

### Olympia 1977
Tracce
1. Amoureuse de la vie
2. Femme est la nuit

## CD 22 -Live 2, extraits de concerts

### Palais des Sports 1980
Tracce
1. Je suis toutes les femmes
2. Pour ne pas vivre seul
3. Avec le temps

### Olympia 1981
Tracce
1. Je suis malade (Esecuzione inedita)

### Musicorama "La nuit des Oscars" Olympia 1975 - INEDITO
Tracce
1. Medley de ses succès
2. Non
3. Pour ne pas vivre seul
4. Ta femme
5. Avec le temps
6. La danza di Zorba (versione in italiano)
7. Il venait d'avoir 18 ans
8. Je suis malade
9. Les choses de l'amour
10. Des gens qu'on aimerait connaître
11. Julien
12. Gigi l'amoroso
13. Remises des Oscars
14. Bambino

## CD 23 -Interviews, 1
Tracce
1. Interview 1 (INEDITO, intervista per il programma "Radioscopie" del 09/01/1970 - intervistatore: Jacques Chancel)
2. Interview 2 (inedito su CD - estratto di "Sonorama" 1959, intervistatore: Claude Dufresne)
3. Extrait de l'interview diffusée dans l'émission "Musiques du Monde" (INEDITO - 3 maggio 2007)

## CD 24 -Interviews, 2
Tracce
1. Interview 1 (intervista per il programma "Radioscopie" del 31/12/1979 - intervistatore: Jacques Chancel)
2. Interview 2 (inedito su CD - estratto di "Sonorama" 1961,  intervistatore: Paul Giannoli)